# Великий Устюг (метеорит)
«Вели́кий У́стюг» — предполагаемый метеорит, упавший 25 июня 1290 у деревни Котовалово примерно в 20 км к северо-западу от города Великий Устюг из «каменной тучи», чему свидетелями были местные священники. Событие было описано в «Житии Прокопия Праведного» (XVI век). Рядом исследователей предполагается, что это был метеоритный дождь, неоднократно предпринимались попытки поиска его следов, но поиски не привели к каким-либо находкам небесных тел, хотя в ходе экспедиций получены интересные результаты. Вместе с тем, в последнее время высказаны аргументы в пользу земной природы явления 1290 г.

## Святой Прокопийи метеорит

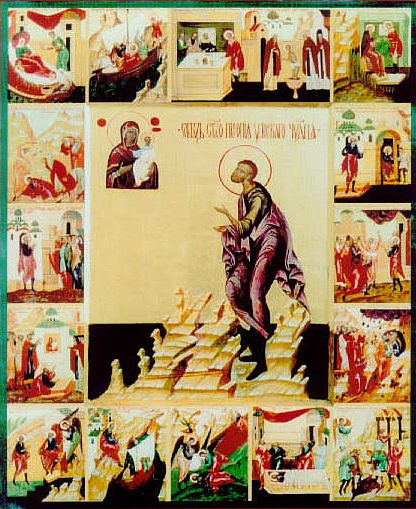
Икона праведного Прокопия. Написана в 1669 году и хранится в Краеведческом музее Великого Устюга. В центре изображён праведный Прокопий, молящийся перед иконой Божей Матери. По краям на клеймах — основные события жизни праведного Прокопия. На третьей и четвёртой (сверху) клеймах в правом ряду показана нашедшая на Великий Устюг каменная туча и падение из неё камней

В летописи «Житие праведного Прокопия Устюжского» описывается событие, произошедшее 25 июня (2 июля по новому стилю) 1290 года у деревни Котовалово:

«Бысть же о полудни найде внезапу над град Устюг облак тёмен и бысть яко нощ тёмная… И посём явишася и восташа со все четыре страны тучи великие, из них же исхождаше молния огненная безпристани, и грому убо многу и страшну бывшу над градом Устюгом, яко же не слышати, что друг с другом глаголати… Бывшу же долгому от святаго Прокопия и от всего народа к Богу и к Пречистой Богородице прилежному с рыданием молению, пременися воздух и тучи страшнии с блистаниями и громами отъидоша на пустынная места, отстоящая от града за двадесять поприщ и тамо одождивше камение велие разженное, попалища многие лесы и дебри, тем же многим и безчисленным камением ови древеса из корени избиша, а иные в полы поломиша, и от человек и скотов никого же убиша заступлением Пресвятыя Богородицы и молитвами святаго Прокопия».

Таким образом, считалось, что святой Прокопий спас Великий Устюг. В основание церкви Прокопия Праведного в Великом Устюге заложен серый камень. По преданию, это один из камней, в память о «туче» привезенных из района выпадения «каменной тучи». Различные исследования (не менее трех), проводившиеся различными исследовательскими группами в течение последних 15 лет, показали, что это — не метеорит, а валун диабаза, привнесённый сюда с севера во время последнего оледенения. До 1902 года камень находился на кирпичном пьедестале перед южным входом в Прокопьевский собор. При перестройке собора в 1902 году камень положили под основание новой западной галереи. Камень, на котором сидел сам Прокопий Праведный, поднят на поверхность во время возведения сени и гробницы в 2007 году, и ныне находится в соборе при гробнице Св. Праведного Прокопия.
Летом 1997 года тогдашний настоятель этой церкви священник Ярослав Гнып подарил небольшой камень, подобранный в наше время с места падения «Каменной тучи» мэру Москвы Юрию Лужкову в честь приближающегося 850-летия российской столицы с пожеланием вмонтировать камень в стену строящегося храма Христа Спасителя.

## Деревня Олбово и метеорит
На месте падения метеоритного дождя у деревни Олбово была сооружена деревянная часовня, а затем и каменная церковь. На протяжении нескольких веков это место регулярно посещается паломниками в день падения каменной тучи. Указом Святейшего Правительствующего Синода от 7 сентября 1860 года жителям Великого Устюга даже официально было разрешено «совершать в 25 день июня крестный ход из Устюжского Успенского собора» к часовне близ Олбова, «где в 1290 году, как гласит древнее предание, выпала каменная туча». В настоящее время деревень Олбово и Котовалово уже не существует. От Прокопьевской каменной церкви сохранились лишь развалины и старый погост. Прокопьевская деревянная часовня по инициативе архиепископа Вологодского Максимилиана (Лазаренко) вновь восстановлена и освящена. Вокруг руин церкви, и особенно в ложбине речки Котовалки можно подобрать много больших и малых булыжников тёмного, иногда чёрного цвета, однако все они имеют земное происхождение.

## Великий Устюг и Тунгусский метеорит
Специалистами[кем?] Лаборатории метеоритики ГЕОХИ РАН предполагается, что падение у Великого Устюга (примерно 2 июля по новому стилю) и Тунгусское событие (30 июня 1908 года) некоторым образом связанные явления и могут быть результатом бомбардировки Земли группой космических тел, находящихся на одной траектории, пересекающей земную орбиту. Данное предположение основано на том, что эти падения очень близки по дате, Великий Устюг находится на проекции траектории Тунгусского тела и устюжская «каменная туча», также как и Тунгусский болид, двигалась от Солнца. Кроме того, оба падения очень близки по характеру последствий: образование лесоповала и возгорание тайги.